# Louis Henri Monin
Pour les articles homonymes, voir Henri Monin et Monin (homonymie).
Louis Henri Monin (Caen, 17 juillet 1809 - Besançon, 28 mars 1866) est un universitaire français, romaniste, philologue et historien du Languedoc, professeur d'histoire à l'université de Lyon, puis à l'université de Besançon.

## Biographie
Henri Monin passe son enfance à Lyon. 
Il entre à l'École préparatoire en 1829. En 1832, il soutient une thèse de doctorat ès lettres à la Sorbonne renouvelant la compréhension des manuscrits de la Chanson de Roland, en s'appuyant sur des manuscrits originaux et alors inédits, conservés à la Bibliothèque royale. Cette thèse est particulièrement remarquée, notamment car elle traite pour la première fois de littérature populaire française (datant du règne de Charlemagne), plutôt que des habituelles « banalités grecques et latines » comme l’a écrit Francisque Michel (1809-1887), lyonnais comme Monin, qui publia à son sujet de longues notes critiques. La Dissertation sur le Roman de Roncevaux d'Henri Monin fut éditée par l’imprimerie royale, preuve du soutien étatique apporté à ce tournant des études littéraires universitaires.

## Œuvres
- Dissertation sur le Roman de Roncevaux sur Google Livres, publié avec un Examen critique de Francisque Michel, Paris, Rignaux, 1832.
- Cours élémentaire d'Histoire de France sur Google Livres, 1er janvier 1838
- Étude sur la genèse des patois et en particulier du roman ou patois lyonnais suivie d'un Essai comparatif de prose et proso romances.
- Les Premières découvertes maritimes: L'infant don Henri de Portugal, Paris, Delagrave, 1878.
- Monuments des anciens idiomes gaulois sur Google Livres, A. Durand et chez l'Auteur, 1861, 310 p.
- Essai sur l'histoire administrative du Languedoc. Pendant l'intendance de Basville (1685-1719) sur Google Livres, Paris, Hachette, 1884.